# Cerdistus armatus
Cerdistus armatus là một loài ruồi trong họ Asilidae. Cerdistus armatus được Macquart miêu tả năm 1846.